# Brahim Nekkach
Brahim Nekkach, także Brahim Nakach (ur. 2 lutego 1982 w Casablance) – marokański piłkarz grający na pozycji defensywnego pomocnika, reprezentant kraju. W sezonie 2020/2021 gra dla Renaissance Zemamra.

## Kariera

### Kariera klubowa
Brahim Nekkach jako junior grał w Wydadzie Casablanca, zaś jego pierwszym klubem gdzie występował jako senior był Moghreb Tétouan. Grał tam od sezonu 2004/2005 do 2008/2009. Od sezonu 2009/2010 gra dla FARu Rabat. Pierwszy mecz rozegrał tam 25 sierpnia 2011 roku w meczu przeciwko Chabab Rif Al Hoceima, który zakończył się bezbramkowym remisem. Jedyną asystę w tym klubie zaliczył 25 grudnia 2011 roku w meczu przeciwko KAC Kénitra, który został wygrany przez jego drużynę 3:1. W tym klubie rozegrał 11 meczów i zaliczył jedną asystę 1 września 2012 roku został zawodnikiem Difaâ El Jadida. Pierwszy mecz rozegrał tam 29 września 2012 roku w meczu przeciwko Moghrebowi Tétouan, który zakończył się remisem 1:1. W sezonie 2012/2013 zdobył z tym klubem puchar kraju. Łącznie w tym zespole rozegrał 38 meczów. Kolejnym klubem Brahima Nekkacha był Wydad Casablanca, do którego przyszedł 1 sierpnia 2014 roku. Zadebiutował tam 22 sierpnia 2014 roku w meczu przeciwko KAC Kénitra, który zakończył się wynikiem 3:1. Pierwsza asysta padła 28 września 2014 roku w meczu przeciwko FUSowi Rabat, który zakończył się wynikiem 4:2 dla drużyny Brahima Nekkacha. Pierwsza i jedyna bramka w tym zespole padła 15 lutego 2015 roku również w meczu przeciwko FUSowi Rabat, który tym razem został przegrany 3:1. W klubie z Casablanki Brahim Nekkach zdobył następujące tytuły: 3 razy mistrzostwo Maroka (sezony 2014/2015, 2016/2017 i 2018/2019), po jednym razie Afrykańską Ligę Mistrzów (sezon 2016/2017) i Afrykański Super Puchar (sezon 2017/2018). Łącznie w tym klubie Brahim Nekkach rozegrał 189 meczów, strzelił jednego gola i 2 razy asystował. 27 października roku 2020 Brahim Nekkach został zawodnikiem Renaissance Zemamra. Debiut zaliczył tam 5 grudnia 2020 roku w meczu przeciwko Renaissance de Berkane, spotkanie zakończyło się porażką 0:2. Do 13 kwietnia 2021 roku rozegrał w tym zespole 7 meczów.

### Kariera reprezentacyjna
Brahim Nekkach w reprezentacji rozegrał 9 meczów.

## Sukcesy
Opracowano na podstawie:
Puchar Maroka
- 1 raz (sezon 2012/2013)

Mistrzostwo Maroka
- 3 razy (sezony 2014/2015, 2016/2017, 2018/2019)

Afrykańska Liga Mistrzów
- 1 raz (sezon 2016/2017)

Afrykański Super Puchar
- 1 raz (sezon 2017/2018)